# Coganoa indica
Coganoa indica är en insektsart som beskrevs av Sohi, Mann och Shenhmar 1987. Coganoa indica ingår i släktet Coganoa och familjen dvärgstritar. Inga underarter finns listade i Catalogue of Life.